# 잔위런
잔위런(중국어 정체자: 詹裕仁, 병음: Zhān Yùrén, 한자음: 첨유인, 1951년 ~ )은 중화민국의 정치인이다. 1993년 타이베이현의 시의원으로 당선된다.

## 학력
- 중국 문화 대학 법률 학과

## 같이 보기
- 중국국민당